# Aman Hambleton
Aman Hambleton (nascut el 30 de desembre de 1992) és un Gran Mestre d'escacs canadenc. És conegut com a un dels Chessbrah, juntament amb altres Grans Mestres com Eric Hansen, Robin van Kampen i Yasser Seirawan.

## Carrera escaquística
Hambleton va néixer el 1992 a Halifax, Nova Escòcia, i va aprendre a jugar als escacs als cinc anys. Es va mudar a Toronto als sis anys i va jugar el seu primer torneig el mateix any. Va assistir al Woburn Collegiate Institute .
Va guanyar el títol de mestre internacional (IM) el 2013, i la FIDE li va atorgar el títol de Gran Mestre (GM) l'abril del 2018, convertint-se en el desè GM del Canadà. Va guanyar la seva primera norma GM al Festival d'escacs de la UNAM el 2012, encara que era mestre FIDE, però no va aconseguir la segona norma fins a l'Open de Reykjavik l'abril del 2017. Al març de 2017 havia promès no afaitar-se la barba fins que no aconseguís el títol de GM, donant lloc a una llarga barba quan va obtenir la seva tercera norma GM al desembre de 2017. També va guanyar el Campionat d’Escacs Obert del Canadà el juliol de 2017, compartint el primer lloc amb Razvan Preotu amb una puntuació de 6½ / 9.
Hambleton va representar el Canadà a la 41a Olimpíada d'escacs. En el tauler de reserva, va realitzar una puntuació de 3½/7 (+2–2=3). Va jugar en el tauler de reserva un altre cop a la 43a Olimpíada d'escacs. Va perdre en la primera ronda contra Rijendra Rajbhandari, qui tenia un elo de 1937, però va guanyar les seves últimes quatre partides per acabar en 4½/7 (+4–2=1). A gener de 2021 Hambleton és el 10è jugador canadenc amb més elo, sent aquest de 2454.